# Abschlussbericht (Film)
Abschlussbericht (ungarischer Originaltitel Zárójelentés, internationaler englischsprachiger Titel Final Report) ist ein Film von István Szabó, der im Februar 2020 in die ungarischen Kinos kam.

## Handlung
Herr Stephanus, ein renommierter Arzt und Professor für Kardiologie in Budapest, ist unfreiwillig in Pension geschickt worden. Da er als Arzt aber weiter tätig sein will, kehrt er in sein Heimatdorf zurück und übernimmt dort die verwaiste Hausarztpraxis. Im Dorf trifft er seine alte Jugendliebe wieder und einen Freund aus Jugendjahren, Pater Kristof, der die Gemeinde als Priester betreut. Bald fällt ihm auf, dass Neid und Missgunst in dem verarmten Ort blühen, und der korrupter Bürgermeister alle Fäden in der Hand hält. Der Bürgermeister will aus dem Ort ein elegantes Heilbad machen und schreckt bei seinem Vorhaben nicht vor Lügen, Intrigen, Druck und Verleumdungen zurück. Stephanus hat seine Bedenken gegen den Plan, aber ihm als berühmtem Arzt aus der Hauptstadt schlägt eine Welle von Abneigung und Feindseligkeit entgegen. Nur der Pater wird zu einem Vertrauten, mit dem er über die Spannungen und Intrigen des Dorfs, in die er unversehens mit hineingezogen wird, sprechen kann.

## Produktion
Regie führte István Szabó, der auch das Drehbuch schrieb. Es ist der erste Film nach 30 Jahren, in dem Szabo wieder mit Klaus Maria Brandauer zusammengearbeitet hat.
Die Dreharbeiten fanden in Budapest und in dem nördlich gelegenen Dorf Zebegény statt. Als Kameramann fungierte Lajos Koltai, mit dem Szabó seit 1980 fast alle Filme gedreht hat. Die Musik komponierte der mehrfach ausgezeichnete ungarische Filmkomponist Atti Pacsay (* 1970).  
Eine erste Vorstellung erfolgte am 25. Februar 2020 im Rahmen der Ungarischen Filmwochen bevor er kurz später, noch vor dem Corona-Lockdown, in die ungarischen Kinos kam. Im November 2020 feierte er beim Tallinn Black Nights Film Festival seine internationale Premiere, wo er für den Grand Prix nominiert war. Von 2021 bis 2022 wurde er auf weiteren Filmfestspielen in Iran, Spanien und Russland gezeigt.